# Felipe Mora
Felipe Andrés Mora Aliaga (Santiago, 2 de agosto de 1993) es un futbolista profesional chileno que se desempeña como centrodelantero en el Portland Timbers de la Major League Soccer. Además, ha sido internacional absoluto con la selección de fútbol de Chile desde 2018.

## Trayectoria

### Audax Italiano (2011-2016)
Debutó en Primera División el 29 de enero de 2011, con tan sólo 17 años y cinco meses, jugando contra Palestino por la 1° fecha del Torneo de Apertura de aquel año. En dicho encuentro, ingresó a los 78' de juego en reemplazo de Mario Cáceres, luciendo la camiseta número 9.
Su debut goleador en el cuadro audino se produjo el 17 de julio del mismo año, anotando un doblete en la victoria 4 a 1 sobre O'Higgins, en duelo correspondiente a la Copa Chile 2011. Posteriormente, marcó un tanto en la victoria 4 a 0 de Audax Italiano sobre Enfoque, triunfo que le permitió al conjunto itálico asegurar su paso a los cuartos de final del certamen.
Hizo su estreno goleador en Primera División el 11 de septiembre, enfrentando a Cobreloa en Calama por la jornada 7 del Clausura 2011, duelo donde convirtió un hat-trick robando todas las miradas de un vibrante partido que terminó en victoria 3 a 4 en favor de Audax Italiano.

### Universidad de Chile (2016-2017)
Arribó a mediados de 2016 al Universidad de Chile, bajo el mando del técnico Sebastián Beccacece. En su llegada afirmó "para mi es un honor llevar la 9 de Sandrino Castec y me gustaría ser una leyenda de este club al igual que Sandrino Castec. Su primer torneo con los azules, no fue del todo bueno, considerando el pobre rendimiento de aquella escuadra dirigida por el entrenador argentino. En su primer torneo (Apertura 2016) Consiguió cinco conquistas lo que le llevó a ser criticado en medio de la crisis que afectaba al equipo.
Pero todo eso cambiaría radicalmente en el Clausura de 2017, torneo en el que Mora dejó ese cartel de joven promesa y explotó teniendo su mejor desempeño goleador en un torneo. Marcaría un importante gol en el clásico del fútbol chileno, contra su tradicional rival Colo-Colo. Acabaría marcando 13 goles que le servirían para erigirse como el máximo goleador del torneo.

### Pumas UNAM (2018-2019)
Para el Torneo Apertura 2018, llega a préstamo a los Pumas del Club Universidad Nacional. El 20 de diciembre del 2018, después de anotar 9 goles en el semestre, los Pumas hacen válida la opción de compra del jugador.

## Selección nacional

### Selecciones menores
En enero de 2013, fue convocado por el técnico Mario Salas para disputar el Sudamericano Sub-20 de Argentina. En dicha competición, no participó como titular, pues Nicolás Castillo, Diego Rubio y Cristián Cuevas eran los jugadores habituales en la ofensiva. Sin embargo, el entonces delantero de Audax Italiano, aportó con un gol ante Ecuador en el hexagonal final. Finalmente, Chile logró clasificar a la Copa Mundial Sub-20 de Turquía a disputarse durante los meses de junio y julio de 2013.
Mora fue reafirmado en la convocatoria de cara a la cita mundialista. Debutó oficialmente reemplazando a Nicolás Castillo en el minuto 87 del partido ante Inglaterra disputado el día 26 de junio, correspondiente a la 2.ª fecha de la fase de grupos. En la 3.ª fecha ingresó como titular ante Irak, partido en el que anotó un gol, tanto que sería el empate parcial de Chile, en lo que fue el último partido del certamen donde vio acción, ya que si bien su selección avanzó a octavos, instancia en que venció a Croacia, y luego a cuartos de final, donde cayó dramáticamente por 4 a 3 ante Ghana, en ambos duelos el jugador se mantuvo en el banco de suplentes.
En mayo de 2014, fue incluido en la nómina de 20 jugadores entregada por el director técnico Claudio Vivas para representar a Chile en el Torneo Esperanzas de Toulon de 2014, categoría sub-21, disputado entre el 21 de mayo y el 1 de junio. En dicho certamen, estuvo presente en cuatro partidos y no tuvo oportunidad de anotar. Finalmente, su selección fue eliminada en primera fase, tras sumar apenas dos puntos en los cuatro encuentros que disputó.

#### Participaciones en Sudamericanos
| Torneo                      | Sede      | Resultado    | Partidos | Goles |
| --------------------------- | --------- | ------------ | -------- | ----- |
| Sudamericano Sub-20 de 2013 | Argentina | Cuarto lugar | 7        | 1     |

#### Participaciones en Copas del Mundo
| Mundial                     | Sede    | Resultado        | Partidos | Goles |
| --------------------------- | ------- | ---------------- | -------- | ----- |
| Copa Mundial Sub-20 de 2013 | Turquía | Cuartos de final | 2        | 1     |

#### Participaciones en Torneo Esperanzas de Toulon
| Torneo                              | Sede    | Resultado    | Partidos | Goles |
| ----------------------------------- | ------- | ------------ | -------- | ----- |
| Torneo Esperanzas de Toulon de 2014 | Francia | Primera fase | 4        | 0     |

### Selección adulta
En diciembre de 2011, recibió su primera convocatoria a la Selección absoluta de Chile, por el director técnico Claudio Borghi, para enfrentar un partido amistoso ante Paraguay, partido donde no vio minutos en la victoria chilena por 3-2.
En mayo de 2017, tras su buen cometido en Universidad de Chile durante el Torneo de Clausura 2017, donde se coronó campeón y goleador de la competición, fue convocado por Juan Antonio Pizzi de cara a disputar la Copa Confederaciones 2017. Sin embargo, el jugador se resintió de un golpe sufrido en la rodilla durante la fecha final del torneo nacional, el que lo hizo ausentarse de los amistosos preparativos a la copa, donde se perfilaba como titular, y que, finalmente, lo dejó fuera de la nómina definitiva de la Copa Confederaciones de Rusia.
El 14 de marzo de 2018 fue convocado por tercera vez a la selección absoluta, esta vez bajo la dirección técnica de Reinaldo Rueda, quien lo incluyó en un listado de veinticinco jugadores nominados para enfrentar los compromisos amistosos ante Suecia y Dinamarca que se jugarán en Estocolmo y Aalborg los días 24 y 27 de marzo, respectivamente. Lamentablemente, el 23 de marzo se dio a conocer que un desgarro lo dejaría fuera de los encuentros amistosos de su selección, privándole de la posibilidad de debutar a nivel absoluto.
Finalmente debutó por la selección adulta el 31 de mayo ante Rumanía en el Sportzentrum Graz-Weinzödl de Graz, Austria con 24 años y 10 meses, ingresando al minuto 72' por el capitán del partido Gary Medel, sumando su primeros minutos en la caída de "La Roja" por 3-2 ante los europeos.
Tras la Copa América 2019, volvió a ser convocado por Rueda para la fecha doble de amistosos ante Colombia y Guinea, siendo uno de los llamados para ser el 9 de la selección, tras los bajos rendimientos de Diego Rubio y Nicolás Castillo. Ante Colombia se empató a 0, y Mora entró al minuto 88 por el lesionado Alexis Sánchez, y ante los africanos, fue titular los 90 minutos, anotó un gol en el minuto 71 marcando el 2-1 parcial y Chile logró ganar por 3-2.

#### Participaciones en Copa América
| Torneo            | Sede   | Resultado        | Partidos | Goles |
| ----------------- | ------ | ---------------- | -------- | ----- |
| Copa América 2021 | Brasil | Cuartos de final | 1        | 0     |

#### Participaciones en Clasificatorias a Copas del Mundo
| Eliminatorias                     | País                              | Resultado                         | Posición                          | Partidos | Goles | Asis. |
| --------------------------------- | --------------------------------- | --------------------------------- | --------------------------------- | -------- | ----- | ----- |
| Eliminatorias Catar 2022          | Catar                             | Eliminado                         | 7°                                | 4        | 0     | 0     |
| Eliminatorias Norteamérica 2026   | Canadá · Estados Unidos México    | Por disputar                      | 10°                               | 2        | 0     | 0     |
| Total en procesos clasificatorios | Total en procesos clasificatorios | Total en procesos clasificatorios | Total en procesos clasificatorios | 6        | 0     | 0     |

### Partidos internacionales
Actualizado hasta el 19 de noviembre de 2024.
| Partidos internacionales | Partidos internacionales | Partidos internacionales                                  | Partidos internacionales | Partidos internacionales | Partidos internacionales | Partidos internacionales | Partidos internacionales            |
| N.º                      | Fecha                    | Estadio                                                   | Local                    | Resultado                | Visitante                | Goles                    | Competición                         |
| ------------------------ | ------------------------ | --------------------------------------------------------- | ------------------------ | ------------------------ | ------------------------ | ------------------------ | ----------------------------------- |
| 1                        | 31 de mayo de 2018       | Sportzentrum Graz-Weinzödl, Graz, Austria                 | Rumania                  | 3-2                      | Chile                    |                          | Amistoso                            |
| 2                        | 4 de junio de 2018       | Stadion Graz-Liebenau, Graz, Austria                      | Serbia                   | 0-1                      | Chile                    |                          | Amistoso                            |
| 3                        | 22 de marzo de 2019      | SDCCU Stadium, San Diego, Estados Unidos                  | México                   | 3-1                      | Chile                    |                          | Amistoso                            |
| 4                        | 12 de octubre de 2019    | Estadio José Rico Pérez, Alicante, España                 | Colombia                 | 0-0                      | Chile                    |                          | Amistoso                            |
| 5                        | 15 de octubre de 2019    | Estadio José Rico Pérez, Alicante, España                 | Chile                    | 3-2                      | Guinea                   |                          | Amistoso                            |
| 6                        | 13 de noviembre de 2020  | Estadio Nacional Julio Martínez Prádanos, Santiago, Chile | Chile                    | 2-0                      | Perú                     |                          | Clasificatorias a Catar 2022        |
| 7                        | 17 de noviembre de 2020  | Estadio Olímpico de la UCV, Caracas, Venezuela            | Venezuela                | 2-1                      | Chile                    |                          | Clasificatorias a Catar 2022        |
| 8                        | 8 de junio de 2021       | Estadio San Carlos de Apoquindo, Santiago, Chile          | Chile                    | 1-1                      | Bolivia                  |                          | Clasificatorias a Catar 2022        |
| 9                        | 7 de octubre de 2021     | Estadio Nacional, Lima, Perú                              | Perú                     | 2-0                      | Chile                    |                          | Clasificatorias a Catar 2022        |
| 10                       | 15 de noviembre de 2024  | Estadio Monumental U, Lima, Perú                          | Perú                     | 0-0                      | Chile                    |                          | Clasificatorias a Norteamérica 2026 |
| 11                       | 19 de noviembre de 2024  | Estadio Nacional Julio Martínez Prádanos, Santiago, Chile | Chile                    | 4-2                      | Venezuela                |                          | Clasificatorias a Norteamérica 2026 |
| Total                    | Total                    | Total                                                     | Presencias               | 11                       | Goles                    | 1                        |                                     |

| Selección chilena | Selección chilena | Selección chilena |
| Año               | Partidos          | Goles             |
| ----------------- | ----------------- | ----------------- |
| 2018              | 2                 | 0                 |
| 2019              | 3                 | 1                 |
| 2020              | 2                 | 0                 |
| 2021              | 2                 | 0                 |
| 2024              | 2                 | 0                 |
| Total             | 11                | 1                 |

## Estadísticas

### Clubes
| Club                            | Div           | Temporada     | Liga  | Liga  | Copas nacionales | Copas nacionales | Torneos internacionales | Torneos internacionales | Total | Total | Media goleadora |
| Club                            | Div           | Temporada     | Part. | Goles | Part.            | Goles            | Part.                   | Goles                   | Part. | Goles | Media goleadora |
| ------------------------------- | ------------- | ------------- | ----- | ----- | ---------------- | ---------------- | ----------------------- | ----------------------- | ----- | ----- | --------------- |
| Audax Italiano · Chile          | 1.ª           | 2011          | 15    | 4     | 1                | 3                | —                       | —                       | 16    | 7     | 0.44            |
| Audax Italiano · Chile          | 1.ª           | 2012          | 20    | 4     | 1                | 0                | —                       | —                       | 21    | 4     | 0.19            |
| Audax Italiano · Chile          | 1.ª           | 2013          | 8     | 0     | —                | —                | —                       | —                       | 8     | 0     | 0.00            |
| Audax Italiano · Chile          | 1.ª           | 2013-14       | 27    | 11    | 1                | 0                | —                       | —                       | 28    | 11    | 0.39            |
| Audax Italiano · Chile          | 1.ª           | 2014-15       | 25    | 2     | 3                | 1                | —                       | —                       | 28    | 3     | 0.11            |
| Audax Italiano · Chile          | 1.ª           | 2015-16       | 26    | 12    | 10               | 7                | —                       | —                       | 36    | 19    | 0.53            |
| Audax Italiano · Chile          | Total club    | Total club    | 121   | 33    | 16               | 11               | 0                       | 0                       | 137   | 44    | 0.32            |
| Audax Italiano 'B' · Chile      | 3.ª           | 2012          | 1     | 1     | —                | —                | —                       | —                       | 1     | 1     | 1               |
| Audax Italiano 'B' · Chile      | 3.ª           | 2013          | 3     | 2     | —                | —                | —                       | —                       | 3     | 2     | 0.67            |
| Audax Italiano 'B' · Chile      | 3.ª           | 2013-14       | 1     | 1     | —                | —                | —                       | —                       | 1     | 1     | 1               |
| Audax Italiano 'B' · Chile      | Total club    | Total club    | 5     | 4     | 0                | 0                | 0                       | 0                       | 5     | 4     | 0.8             |
| Universidad de Chile · Chile    | 1.ª           | 2016-17       | 26    | 18    | 2                | 1                | 2                       | 1                       | 30    | 20    | 0.67            |
| Universidad de Chile · Chile    | Total club    | Total club    | 26    | 18    | 2                | 1                | 2                       | 1                       | 30    | 20    | 0.67            |
| Cruz Azul · México              | 1.ª           | 2017-18       | 33    | 12    | 7                | 2                | —                       | —                       | 40    | 14    | 0.35            |
| Cruz Azul · México              | Total club    | Total club    | 33    | 12    | 7                | 2                | 0                       | 0                       | 40    | 14    | 0.35            |
| Pumas UNAM · México             | 1.ª           | 2018-19       | 37    | 14    | 11               | 2                | —                       | —                       | 48    | 16    | 0.33            |
| Pumas UNAM · México             | 1.ª           | 2019          | 14    | 1     | 3                | 2                | —                       | —                       | 17    | 3     | 0.18            |
| Pumas UNAM · México             | Total club    | Total club    | 51    | 15    | 14               | 4                | 0                       | 0                       | 65    | 19    | 0.29            |
| Portland Timbers Estados Unidos | 1.ª           | 2020          | 24    | 7     | —                | —                | —                       | —                       | 24    | 7     | 0.29            |
| Portland Timbers Estados Unidos | 1.ª           | 2021          | 33    | 13    | —                | —                | 4                       | 2                       | 37    | 15    | 0.41            |
| Portland Timbers Estados Unidos | 1.ª           | 2022          | 7     | 1     | —                | —                | —                       | —                       | 7     | 1     | 0.14            |
| Portland Timbers Estados Unidos | 1.ª           | 2023          | 15    | 6     | —                | —                | 3                       | 1                       | 18    | 7     | 0.39            |
| Portland Timbers Estados Unidos | 1.ª           | 2024          | 30    | 14    | —                | —                | 3                       | 0                       | 33    | 14    | 0.42            |
| Portland Timbers Estados Unidos | 1.ª           | 2025          | 24    | 5     | 1                | 0                | 3                       | 1                       | 28    | 6     | 0.21            |
| Portland Timbers Estados Unidos | Total club    | Total club    | 133   | 46    | 1                | 0                | 13                      | 4                       | 147   | 50    | 0.34            |
| Total carrera                   | Total carrera | Total carrera | 369   | 128   | 40               | 18               | 15                      | 5                       | 424   | 151   | 0.36            |
| 1. 2. 3.                        |               |               |       |       |                  |                  |                         |                         |       |       |                 |

### Selecciones
| Selección      | Temporada     | Amistosos | Amistosos | Sudamérica | Sudamérica | Mundial | Mundial | Total | Total | Media goleadora |
| Selección      | Temporada     | Part.     | Goles     | Part.      | Goles      | Part.   | Goles   | Part. | Goles | Media goleadora |
| -------------- | ------------- | --------- | --------- | ---------- | ---------- | ------- | ------- | ----- | ----- | --------------- |
| Sub-20 · Chile | 2013          | —         | —         | 7          | 1          | 2       | 1       | 9     | 2     | 0.22            |
| Sub-20 · Chile | Total         | 0         | 0         | 7          | 1          | 2       | 1       | 9     | 2     | 0.22            |
| Sub-21 · Chile | 2014          | 4         | 0         | —          | —          | —       | —       | 4     | 0     | 0.0             |
| Sub-21 · Chile | Total         | 4         | 0         | 0          | 0          | 0       | 0       | 4     | 0     | 0.00            |
| Adulta · Chile | 2018          | 2         | 0         | —          | —          | —       | —       | 2     | 0     | 0.0             |
| Adulta · Chile | 2019          | 3         | 1         | —          | —          | —       | —       | 3     | 1     | 0.33            |
| Adulta · Chile | 2020          | —         | —         | 2          | 0          | —       | —       | 2     | 0     | 0.0             |
| Adulta · Chile | 2021          | —         | —         | 2          | 0          | —       | —       | 2     | 0     | 0.0             |
| Adulta · Chile | Total         | 5         | 1         | 4          | 0          | 0       | 0       | 9     | 1     | 0.11            |
| Total carrera  | Total carrera | 9         | 1         | 11         | 1          | 2       | 1       | 22    | 3     | 0.14            |
| 1. 2.          |               |           |           |            |            |         |         |       |       |                 |

### Tripletes
Partidos en los que anotó tres o más goles:
 Actualizado al último triplete convertido el 12 de marzo de 2017.
| Partidos en los que anotó tres o más goles | Partidos en los que anotó tres o más goles | Partidos en los que anotó tres o más goles | Partidos en los que anotó tres o más goles | Partidos en los que anotó tres o más goles | Partidos en los que anotó tres o más goles | Partidos en los que anotó tres o más goles |
| N.º                                        | Fecha                                      | Estadio                                    | Partido                                    | Goles                                      | Resultado                                  | Competición                                |
| ------------------------------------------ | ------------------------------------------ | ------------------------------------------ | ------------------------------------------ | ------------------------------------------ | ------------------------------------------ | ------------------------------------------ |
| 1                                          | 11 de septiembre de 2011                   | Zorros del Desierto, Calama                | Cobreloa - Audax Italiano                  |                                            | 3 - 4                                      | Torneo Clausura 2011                       |
| 2                                          | 12 de marzo de 2017                        | Bicentenario, Santiago                     | Audax Italiano - Universidad de Chile      |                                            | 0 - 3                                      | Torneo Clausura 2017                       |

## Palmarés

### Títulos nacionales
| Título           | Equipo               | País           | Año    |
| ---------------- | -------------------- | -------------- | ------ |
| Primera División | Universidad de Chile | Chile          | 2017-C |
| MLS is Back      | Portland Timbers     | Estados Unidos | 2020   |

### Distinciones individuales
| Distinción                                                       | Año    |
| ---------------------------------------------------------------- | ------ |
| Máximo goleador de la Copa Chile (7 goles)                       | 2015   |
| Máximo goleador de la de la Primera División de Chile (13 goles) | 2017-C |